# Christian Lopez
Christian Lopez (Aïn Témouchent, Argelia, 15 de marzo de 1953) es un exfutbolista francés que jugó como defensor.
Lopez participó de 39 partidos para la selección de fútbol de Francia durante siete años, anotando un gol. Hizo su debut el 26 de marzo de 1975, en una victoria 2-0 ante Hungría.
Lopez formó parte de las escuadras que aparecieron en las Copas Mundiales de Fútbol de 1978 y 1982.

## Equipos
| Equipo                         | País    | Años      | PJ  | Goles |
| ------------------------------ | ------- | --------- | --- | ----- |
| AS Saint-Étienne               | Francia | 1971-1982 | 453 | 28    |
| Toulouse FC                    | Francia | 1982-1985 | 89  | 8     |
| Montpellier HSC                | Francia | 1985-1986 | 28  | 2     |
| UMS Montélimar                 | Francia | 1986-1987 | ?   | ?     |
| Selección de fútbol de Francia | Francia | 1975–1982 | 39  | 1     |

## Palmarés
| Título              | Club          | País    | Año  |
| ------------------- | ------------- | ------- | ---- |
| Copa de Francia     | Saint-Étienne | Francia | 1974 |
| Ligue 1             | Saint-Étienne | Francia | 1974 |
| Copa de Francia (2) | Saint-Étienne | Francia | 1975 |
| Ligue 1 (2)         | Saint-Étienne | Francia | 1975 |
| Ligue 1 (3)         | Saint-Étienne | Francia | 1976 |
| Copa de Francia (3) | Saint-Étienne | Francia | 1977 |
| Ligue 1 (4)         | Saint-Étienne | Francia | 1981 |